# 格闘家一覧
格闘家一覧（かくとうかいちらん）は、日本だけでなく世界中で活動している海外選手も含む格闘家の一覧。
- PRIDE選手一覧
- K-1選手一覧
  - K-1王者一覧
- HERO'S選手一覧
- DREAM選手一覧
  - DREAM王者一覧
- UFC選手一覧
  - UFC王者一覧
- SRC選手一覧
- VALKYRIE選手一覧
- JEWELS選手一覧
- 総合格闘家一覧
- キックボクサー一覧
  - 男子キックボクサー一覧
  - 女子キックボクサー一覧
- シュートボクシング選手一覧
  - シュートボクシング王者一覧
- プロレスラー一覧
  - 大相撲出身のプロレスラー一覧
- プロ修斗選手一覧
- ボクサー一覧
  - 男子ボクサー一覧
  - 女子ボクサー一覧